# Rámcový vzdělávací program pro gymnaziální vzdělávání
Rámcové vzdělávací programy (RVP) jsou kurikulární dokumenty závazně vymezující oblasti vzdělávání na určité úrovni vzdělávacího stupně. Vzdělávací systém se pak standardně v rámci RVP rozděluje do kategorií: předškolní vzdělávání, základní vzdělávání, střední vzdělávání, vyšší odborné a jiné vzdělávání. Účelem rámcových vzdělávacích programů je vymezení oblastí vzdělávání a jsou tak pramenem pro vytvoření školního vzdělávacího programu (ŠVP) dané školy, která si jej zpracovává sama. Oba typy dokumentů jsou volně přístupné pedagogické i laické veřejnosti.
Pro oblast středního vzdělávání se tyto RVP dělí na kategorie pro gymnázia a střední odborné školy. Tyto základní kategorie mají své vlastní podkategorie pojící se již ke konkrétnímu modelu školy.

## RVP pro gymnaziální vzdělávání
Pro gymnaziální vzdělávání jsou vydány tři samostatné rámcové vzdělávací programy, které gymnaziální vzdělávání diferencují. Všechny tyto tři programy vydal Výzkumný ústav pedagogický v Praze (později Národní ústav pro vzdělávání, dnes Národní pedagogický institut ČR) a jedná se o Rámcový vzdělávací program pro gymnázia (RVP G) z roku 2007, Rámcový vzdělávací program pro gymnázia se sportovní přípravou (RVP GSP) z roku 2007  a Rámcový vzdělávací program pro dvojjazyčná gymnázia (RVP DG) s aktuální vydanou verzí z roku 2015.

### Rámcový vzdělávací program pro gymnázia (RVP G)
Tento dokument jako všechny následující je určen jako závazný základ pro individuální zpracování ŠVP čtyřletých gymnázií a vyššího stupně víceletých gymnázií. RVP G tedy vymezuje základní vzdělávací úroveň studentů  čtyřletých gymnázií a vyššího stupně víceletých gymnázií, udává úroveň klíčových kompetencí, kterých by měli jejich studenti dosáhnout a vymezuje také vzdělávací obsah (očekávané výstupy a učivo).
Obsah tohoto programu je určený pro tvorbu ŠVP vyššího stupně víceletých gymnázií, tvorba ŠVP nižšího stupně gymnázií je stále podřízena RVP pro základní vzdělávání.
Pojetí vzdělávání z pohledu RVP G má podobu rozvoje klíčových kompetencí žáka, vést k všeobecnému přehledu a v neposlední řadě také má žáka připravit pro další vzdělávání terciárního stupně vzdělávacího systému, jako je vysokoškolské studium. Také by žák měl být připraven pro profesní specializaci a občanský život.
"Gymnázium má vytvářet náročné a motivující studijní prostředí, v němž žáci musí mít dostatek příležitostí osvojit si stanovenou úroveň klíčových kompetencí,..." Takovýmto způsobem se RVP G snaží docílit zejména rozvoje klíčových kompetencí žáka v jeho obsahově široce zaměřené studijní dráze žáka státního gymnázia. To tento program rozvíjí i dále vyjádřením, že podstatou a cílem vzdělávání na vyšším stupni gymnázia není předání co nejširšího objemu informací, ale naučit žáka s informacemi pracovat, vyhodnocovat je a třídit je do uceleného logického celku. Také by žák měl být motivován k tomu, aby své znalosti a dovednosti sám nadále rozvíjel.

#### Klíčové kompetence
Klíčové kompetence jsou v tomto dokumentu rozděleny do následujících kategorií.
- kompetence k učení
- kompetence k řešení problémů
- kompetence komunikační
- kompetence sociální a personální
- kompetence občanská
- kompetence k podnikavosti

#### Vzdělávací oblasti
Výuka žáka se pak dělí do vzdělávacích oblastí pokrývajících všechna témata výuky obsažených v průběhu jeho středního vzdělávání. RVP G vymezuje osm těchto oblastí.
- Jazyk a jazyková komunikace
- Matematika a její aplikace
- Člověk a příroda
- Člověk a společnost
- Člověk a svět práce
- Umění a kultura
- Člověk a zdraví
- Informatika a informační a komunikační technologie

#### Průřezová témata
Dále pak RVP G uvádí kapitolu "Průřezová témata". Tato témata vsazená do výuky mají být jednoznačně aktuální a smysl jejich zařazení do výuky má mít vliv na postoje žáků, jejich hodnotový systém a jednání. Jedná se o pokračování podpory osobnostního rozvoje, který mají ovlivňovat průřezová témata základního vzdělávání a střední vzdělávání by v této podpoře mělo pokračovat a navazovat.

### Rámcový vzdělávací program pro gymnázia se sportovní přípravou (RVP GSP)
Tento dokument je určený opět pro tvorbu ŠVP, tentokrát pro čtyřletá gymnázia se sportovní přípravou a vyšší stupeň víceletých gymnázií se sportovní přípravou. Stejně jako u RVP G se nižší stupeň gymnázií se sportovní přípravou řídí Rámcovým vzdělávacím program pro základní vzdělávání, jelikož se stále jedná o povinnou školní docházku.

#### Specializace RVP GSP
Na rozdíl od RVP G obsahuje RVP GSP princip spojení gymnaziální výuky se sportovním tréninkem pro rozvoj intelektu i sportovního nadání žáka. Navíc však vyjadřuje, že absolvent gymnázia se sportovní přípravou by měl mít sportovní výkonnost a zkušenosti z tréninku a soutěží dostatečně vysokou pro pokračování ve sportovní činnosti na vysoké úrovni, " včetně reprezentace České republiky."
Obsah zbytku vzdělávacího programu se shoduje s RVP G v oblasti klíčových kompetencí i vzdělávacích oblasti, kde se navíc uvádí dvě další oblasti a to "Tělesná výchova" a "Sportovní trénink". I témata průřezová jsou v tomto programu obsažena a opět navazují na snahu rozvoje osobnosti obsažené v průřezových tématech RVP pro základní vzdělávání.

### Rámcový vzdělávací program pro dvojjazyčná gymnázia (RVP DG)
Posledním z rámcových vzdělávacích programů pro gymnaziální vzdělávání je program pro dvojjazyčná gymnázia. Z předešlých programů je nejmladší, aktuální verze vyšla roku 2015, a ta vychází z pilotní verze platné od 1. 9. 2009. 

#### Charakteristika RVP DG ve srovnání s RVP G a RVP GSP
Na rozdíl od předchozích dvou dokumentů je RVP DG určeno k tvorbě ŠVP nižšího i vyššího stupně dvojjazyčného gymnázia a vymezuje základní vzdělávací a jazykovou úroveň absolventů dvojjazyčných gymnázií. Vymezuje obsah vzdělávání, který bude vyučován v českém i cizím jazyce a pro mimořádně nadané žáky nebo žáky se speciálními vzdělávacími potřebami umožňuje modifikaci vzdělávacího obsahu, pokud budou zajištěny individuální podmínky ke vzdělávání žáka. Možnost modifikace obsahu vzdělávání umožňují i předešlé dokumenty, však bez dodatku podmínky, že musí být zajištěny individuální podmínky žáka mimořádně nadaného nebo se speciálními vzdělávacími potřebami.

#### Specializace RVP DG
Tento rámcový vzdělávací program je vytvořený pro dvojjazyčné třídy, které vznikly na základě mezivládních dohod nebo ve spolupráci se zahraničním partnerem za dodržení platných vyhlášek, nařízení a souhlasem Ministerstva školství mládeže a tělovýchovy (MŠMT). Hlavní odlišující cíl od prostředí výhradně českého gymnaziálního vzdělávání je dosažení "nadstandardních jazykových kompetencí žáků v příslušném cizím jazyce,..." . Účastníkem takového vzdělávání může být žák u kterého je prokázaná předchozí alespoň tříletá zkušenost s výukou v daném cizím jazyce, dále je pak nutné splnit právní podmínky dané školy a RVP DG.
Druhý vzdělávací jazyk podle RVP DG může být angličtina, němčina, španělština, francouzština nebo italština.

#### Cíle RVP DG
Jedním z cílů, které má takové vzdělávání plnit je rozvoj klíčových kompetencí. To je shodné pro všechny gymnaziální rámcové programy, dále jsou shodné i vzdělávací oblasti výuky popsané v RVP DG a RVP G.

#### Průřezová témata
I v tomto programu nechybějí průřezová témata, která všechna musí být zakomponována do ŠVP dané školy v podobě projektů, seminářů, kurzů, besed, nebo jako samostatný vyučovací předmět, přičemž se uvedené způsoby mohou navzájem kombinovat. Konkrétně se jedná o následující témata.
- Osobnostní a sociální výchova
- Výchova k myšlení v evropských a globálních souvislostech
- Multikulturní výchova
- Environmentální výchova
- Mediální výchova

#### Způsob ukončení studia
Způsob ukončení studia je zkouška z cizího jazyka na úrovni alespoň C1 podle SERRJ (Společný evropský referenční rámec pro jazyky), dále zkouška minimálně z jednoho nejazykového předmětu, který byl vyučován v cizím jazyce a bude zkoušen v onom cizím jazyce. Druhou částí je státní maturitní zkouška, ta ale může být ovlivněna způsobem maturitního zkoušení partnerské země, která se podílí na vzniku dvojjazyčného gymnázia.